# Igreja de Pater Noster
A Igreja de Pater Noster (em sueco:  Pater Nosterkyrkan) foi uma igreja luterana localizada no bairro de Majorna, na cidade de Gotemburgo, na Suécia.
O edifício foi construído em tijolo amarelo, com um campanário livre no exterior da construção. A igreja foi inaugurada em 1973, pertencendo então à Diocese de Gotemburgo da Igreja da Suécia. Em 2011, foi encerrada e vendida ao Município de Gotemburgo, que a transformou em creche.